# Венера з Нітрянського Градку

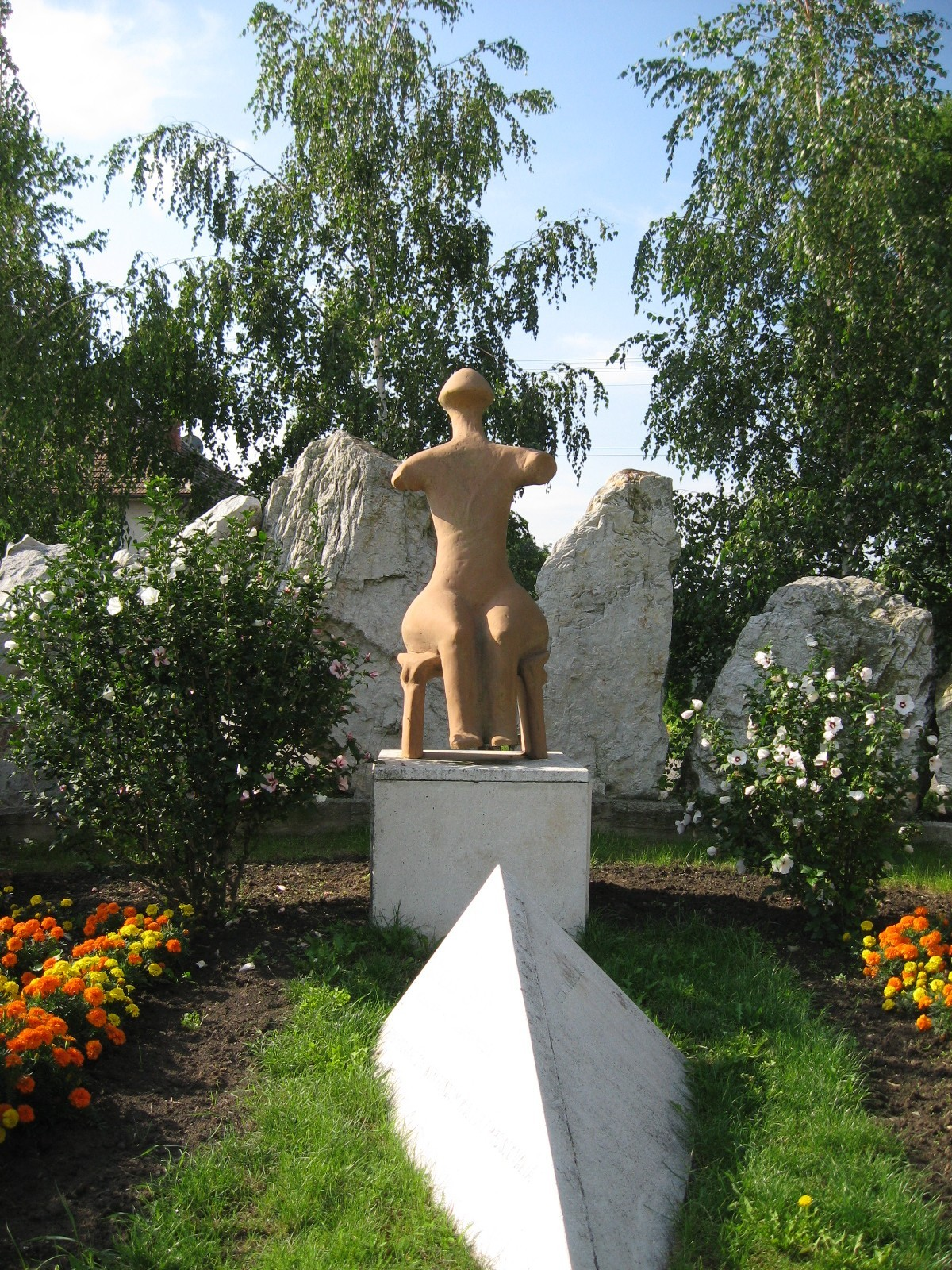
Скульптура Венери з Нітрянського Граду

Венера з Нітрянського Градку — фігура жінки, що сидить (доба палеоліту), яка була знайдена при розкопках в Нітрянському Градку (зараз район м.Шурани, Словаччина)

2 словацькі крони

Дана фігура була зображена на монеті вартістю 2 словацькі крони. У 1997 Ярослав Губріц встановив монумент, який є збільшеною копією даної Венери.